# Gave d'Ossoue
Pour les articles homonymes, voir Ossoue.
Le gave d'Ossoue est un affluent gauche du gave de Gavarnie en aval de Gavarnie. Il naît de la collecte de nombreux ruisseaux au pied du Vignemale, dans la vallée d'Ossoue, et alimente à mi-parcours la retenue d'eau qu'est le lac d'Ossoue.

## Hydronymie
« Le terme « gave » désigne un cours d'eau dans les Pyrénées occidentales. Il s'agit d'un hydronyme préceltique désignant de manière générale un cours d'eau. Ce nom de gave est utilisé comme nom commun et a une très grande vitalité, presque envahissante, puisque certains cours d'eau pyrénéens ont perdu, depuis un siècle, leur nom local pour devenir « le gave de... » ».

## Principaux affluents
- (D) la Canau, du col de la Bernatoire (2 336 mètres).
- (D) r. de Sausse Dessus, en provenance du Gabiet (2 716 mètres).